# 天主教利默里克教区
天主教利默里克教區 （拉丁語：Dioecesis Limericiensis）是愛爾蘭一個羅馬天主教教區。屬卡舍爾暨埃姆利總教區。成立於1111年。

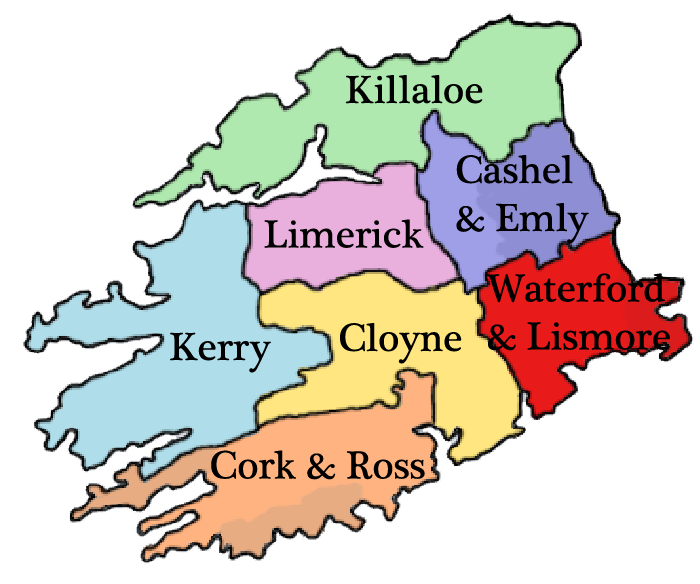
利默里克教區管轄範圍圖

範圍包括利默里克郡大部，凱里郡及克萊爾郡一部。2010年有教友171,000人（佔總人口95.9%）、六十個堂區、171名司鐸。教區主教席位自2009年12月7日起懸空。